# Sevillas Metro
Sevillas Metro (spansk: Metro de Sevilla), er en undergrundsbane af Sevilla, Spanien. Alt i alt dækker rutenettet i metroen 18,2 km, der er 1 linje og 22 stationer; på en normal hverdag transporterer dem 55.000 passagerer. Der anslås at 14 millioner brugere vil bruge undergrundsbane til hele året. Befolkningen i byområdet er 1.450.214 som af 2007, placering som den fjerde største byområdet Spanien. Sevillas Metro er et statsejet selskab. Det vil blive indviet den 2. april 2009. Linjer 2, 3 og 4 er ved at blive planlagt og forventes at påbegynde sit byggeri omkring 2010.

## Linjer
Hver linje kan identificeres ved et alfanumerisk index (som regel bare et nummer) og en farve.

### Linje 1 (grøn)
| Olivar de Quinto ↔ Ciudad Expo |
| Olivar de Quinto - Europa - Montequinto - Condequinto - Pablo de Olavide - Guadaira - Cocheras - La Plata - Amate - Mayo - Gran Plaza - Nervión - San Bernardo - Prado - Puerta de Jerez - Plaza de Cuba - Parque de los Príncipes - Blas Infante - San Juan Bajo - San Juan Alto - Cavaleri - Ciudad Expo |

### Linje 2 (blå, i projektet)
| Torreblanca ↔ Puerta Triana |
| Torreblanca - Arahal - Deportes - Miguel Ríos - Adelfas - Ciencias - Palacio de Congresos - Pueta Este - Montes Sierra - Carretera Amarilla - Andalucía - Kansas City - Santa Justa - Puerta Osario - Encarnación - Plaza de Armas - Puerta Triana |

### Linje 3 (gul, i projektet)
| Pino Montano ↔ Bermejales |
| Pino Montano - Mar de Alborán - Fernando Ríos - San Lázaro - Leal Castaño - Macarena - Capuchinos - Puerta Osario - Menéndez Pelayo - Prado - Plaza de España - Palmera - Reina Mercedes - Heliópolis - Grecia - Dinamarca (Danmark) - Bermejales |

### Linje 4 (rød, i projektet)
| Cirkulære linje |
| Reina Mercedes - Virgen del Rocío - Celestino Mutis - Tamarguillo - Mayo - Andalucía - Romero - Manuel del Valle - Av. de Llanes - Leal Castaño - Américo Vespuccio - Cartuja - Puerta Triana - Ronda de Triana - Triana - Parque de los Príncipes - Virgen de la Oliva |

## Ekstern henvisning
- Metro de Sevilla Arkiveret 22. juni 2010 hos  Wayback Machine
- Sevilla21.com: Metro de Sevilla Arkiveret 7. juli 2006 hos  Wayback Machine
- UrbanRail.Net: Metro de Sevilla Arkiveret 4. juli 2010 hos  Wayback Machine

37°22′43″N 5°58′46″V / 37.3786°N 5.9794°V